# Manish Malhotra
Manish Malhotra (Mumbai, 5 dicembre 1966) è un costumista indiano.

## Premi
Lista parziale:

- Filmfare Awards
  - 1996: "Best Costume Design" (Rangeela)
- Filmfare Awards (South)
  - 2011: "Best Costume Design" (Enthiran)
- Filmfare Style Awards
  - 2017: "Most Stylish Designer"
- Bollywood Movie Awards
  - 1999: "Best Costume Design"
  - 2002: "Best Costume Design"
  - 2005: "Best Costume Design"
  - 2006: "Best Costume Design"
  - 2007: "Best Costume Design"
- International Indian Film Academy Awards
  - 2001: "Best Costume Design"
  - 2002: "Best Costume Design"
  - 2004: "Best Costume Design"
  - 2008: "Best Costume Design"
- Zee Cine Awards
  - 2001: "Best Costume Design"
  - 2008: "Best Costume Design (Fashion Show)"